# Microtransacció
Una microtransacció és un model de negoci on els usuaris poden comprar objectes virtuals mitjançant micropagaments. Aquest model s'utilitza en els jocs free-to-play perquè els desenvolupadors tinguin guanys amb el producte. Aquest model de negoci es troba en les aplicacions de mòbils però igualment es dona en jocs d'ordinador en plataformes com Steam, de Valve Corporation.
Els jocs free-to-play que tenen microtransacciones els anomenen comunament freemium. Pay to win (en anglès, Paga per guanyar, abreujat com P2W) és un terme usat per a aquest tipus de jocs que venen ítems que li atorguen un avantatge contra jugadors que no els tenen, i que molt difícilment podran aconseguir gratuïtament. Aquests ítems comprats poden ser simplement cosmètics per als personatges (només d'ús decoratiu), els quals no proporcionen un avantatge ni un desavantatge, o d'altres com armes que sí en proporcionen un avantatge.